# グランド・トランク
グランド・トランク・コーポレーション（英語: Grand Trunk Corporation、略称：GTC、GT）はアメリカ合衆国の一級鉄道会社。カナダのカナディアン・ナショナル鉄道（CN）が所有する子会社で、CNのアメリカ合衆国における資産を保有・管理する持ち株会社である。アメリカ鉄道協会による分類で、2002年度より一級鉄道に分類されている。
1970年9月に、グランド・トランク・インダストリーズ（Grand Trunk Industries, Inc）として創業され、11月にグランド・トランク・コーポレーションと改称された。1971年に、グランド・トランク・ウェスタン（Grand Trunk Western）、セントラル・バーモント鉄道（Central Vermont Railway）、ダルース・ウィニペグ・パシフィック鉄道（Duluth, Winnipeg and Pacific Railway）などCNの米国資産の管理権を獲得し、その後も主に他の鉄道持ち株会社を買収することなどにより規模拡大していった。1999年にイリノイ・セントラル鉄道（Illinois Central Railroad、IC）、2001年にウィスコンシン・セントラル（Wisconsin Central Transportation Corporation、WC）、2008年にグレート・レイクス・トランスポーテーション（Great Lakes Transportation）、エルジン・ジョリエット&イースタン鉄道（Elgin, Joliet and Eastern Railway）を買収した。
アメリカのロックバンドグランド・ファンク・レイルロードの名前のもとになったことでも知られている。

## 傘下鉄道
| 社名                                   | 英文社名                               | 買収元                                          | 買収年月日 | 備考                                                    |
| -------------------------------------- | -------------------------------------- | ----------------------------------------------- | ---------- | ------------------------------------------------------- |
| アルゴマ・セントラル鉄道               | Algoma Central Railway                 | WC                                              | 2001年     |                                                         |
| ベスマー・レークエリー鉄道             | Bessemer and Lake Erie Railroad        | GLT                                             | 2004年     |                                                         |
| セダー・リバー鉄道                     | Cedar River Railroad                   | IC                                              | 1999年     |                                                         |
| シカゴ・セントラル・パシフィック鉄道   | Chicago Central and Pacific Railroad   | IC                                              | 1999年     |                                                         |
| ダルース・ミサーベ・アイアンレンジ鉄道 | Duluth, Missabe and Iron Range Railway | GLT                                             | 2004年     |                                                         |
| ダルース・ウィニペグ・パシフィック鉄道 | Duluth, Winnipeg and Pacific Railway   | CN                                              | 1971年12月 |                                                         |
| エルジン・ジョリエット・イースタン鉄道 | Elgin, Joliet and Eastern Railway      | Transtar Inc. (United States Steel Corporation) | 2009       |                                                         |
| グランド・トランク・ウェスタン鉄道     | Grand Trunk Western Railroad           | CN                                              | 1971年12月 |                                                         |
| グレート・レークス・フリート           | Great Lakes Fleet, Inc.                | GLT                                             | 2004年     |                                                         |
| イリノイ・セントラル鉄道               | Illinois Central Railroad              | IC                                              | 1999年     |                                                         |
| ピッツバーグ・コノートドック           | Pittsburgh and Conneaut Dock Company   | GLT                                             | 2004年     |                                                         |
| スーセントメリー橋                     | Sault Ste. Marie Bridge Company        | WC                                              | 2001年     |                                                         |
| ウォータールー鉄道                     | Waterloo Railway                       | IC                                              | 1999年     |                                                         |
| ウィスコンシン・セントラル             | Wisconsin Central Ltd.                 | WC                                              | 2001年     |                                                         |
| ウィスコンシン・シカゴ・リンク         | Wisconsin Chicago Link Ltd.            | WC                                              | 2001年     |                                                         |
| セントラル・バーモント鉄道             | Central Vermont Railway                | CN                                              | 1971年12月 | Sold February 1995 to RailTex                           |
| デトロイト・トリード・アイアントン鉄道 | Detroit, Toledo and Ironton Railroad   | Pennco (Penn Central Corporation)               | 1980年6月  | Merged December 1983 into Grand Trunk Western Railroad  |
| デトロイト・トリード・ショアライン鉄道 | Detroit and Toledo Shore Line Railroad | Acquired Norfolk and Western's 50% share.       | 1981年4月  | Merged October 1981 into Grand Trunk Western Railroad   |
| フォックス・ヴァレー・ウェスタン       | Fox Valley and Western Ltd.            | WC                                              | 2001年     | Merged December 2002 into Wisconsin Central Ltd.        |
| セントクレア・トンネル                 | St. Clair Tunnel Company               | CN                                              | 1971年12月 | Merged September 2008 into Grand Trunk Western Railroad |

## グランド・トランク・ウェスタンとして

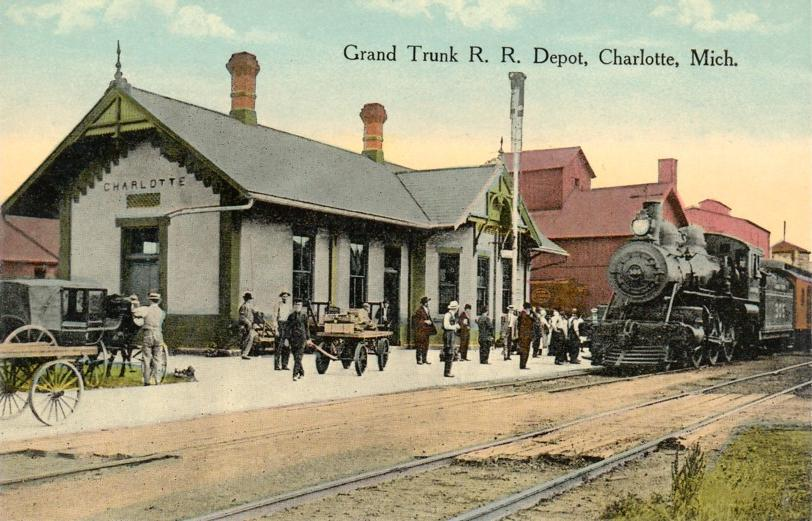
GTWの前身、シカゴ＆グランドトランク鉄道によって1885年に建てられたミシガン州シャーロット_(ミシガン州)のグランド・トランク操車場の1912年の絵葉書

グランド・トランク・ウェスタンは、もともと19世紀のいくつものミシガン州の鉄道から生まれた。

### 主要幹線
グランド・トランク・ウェスタン（Grand Trunk Western）は、グランド・トランク鉄道 (Grand Trunk Railway、GTR)をシカゴからミシガン湖下流に接続する幹線として敷設された。GTRの敷設目的はメイン州ポートランドの貿易港からトロントとモントリオールを含むカナダ植民地南部を経由しシカゴへ通じる主要鉄道路線としてだった。
1859年にカナダ西部植民地のサーニアへの路線が開通し、セントクレア川を渡りポート・ヒューロンへのフェリーも開始した。GTRはシカゴ・デトロイト・カナダ・グランド・トランク・ジャンクション鉄道をリースしデトロイトまでの路線を確保し、デトロイトからはミシガン・セントラル鉄道の路線を走り、シカゴまで通じていた。ポートヒューロンからデトロイトまでは12歳のトーマス・エジソンが車内の新聞売りやキャンディー売りとして初めて働いた場所でもある 。GTRはニューヨーク・セントラル鉄道のウィリアム・ヘンリー・ヴァンダービルトがミシガン・セントラル鉄道を1878年に買収した際、ミシガンを通ってシカゴに通じる路線を確立した。GTRは1877年にすでにシカゴ行きの列車を走らせていた線路の鉄道会社3社を買収することにより、直通路線を確保した。シカゴ・レイクヒューロン鉄道、シカゴ＆ノースウェスタン鉄道（C&NE）、ミシガン・インディアナ・ペニンシュラ鉄道（Peninsular Railway of Michigan and Indiana）が併せてポート・ヒューロンからミシガン州フリント、ランシングを通過しインディアナ州ヴァルパレーゾ（ここからピッツバーグ・フォートウェイン&シカゴ鉄道に接続する）へ接続する直通路線となった。しかし、ヴァンダービルトはシカゴ＆ノースウェスタン鉄道（C&NE）のフリントからランシングの区間を所有しており、GTRに対し貨物を通すために高額の費用を課していた。ヴァンダービルトはGTRがその路線のすぐ北に直通路線を独自に敷設した際に、C&NEと2社を1879年にGTRに売却。結局1880年にシカゴからヴァルパレーゾまでの直通路線を確立し、ポート・ヒューロンからシカゴまでの路線をシカゴ・グランド・トランク鉄道として開業した。

### CNノースアメリカ

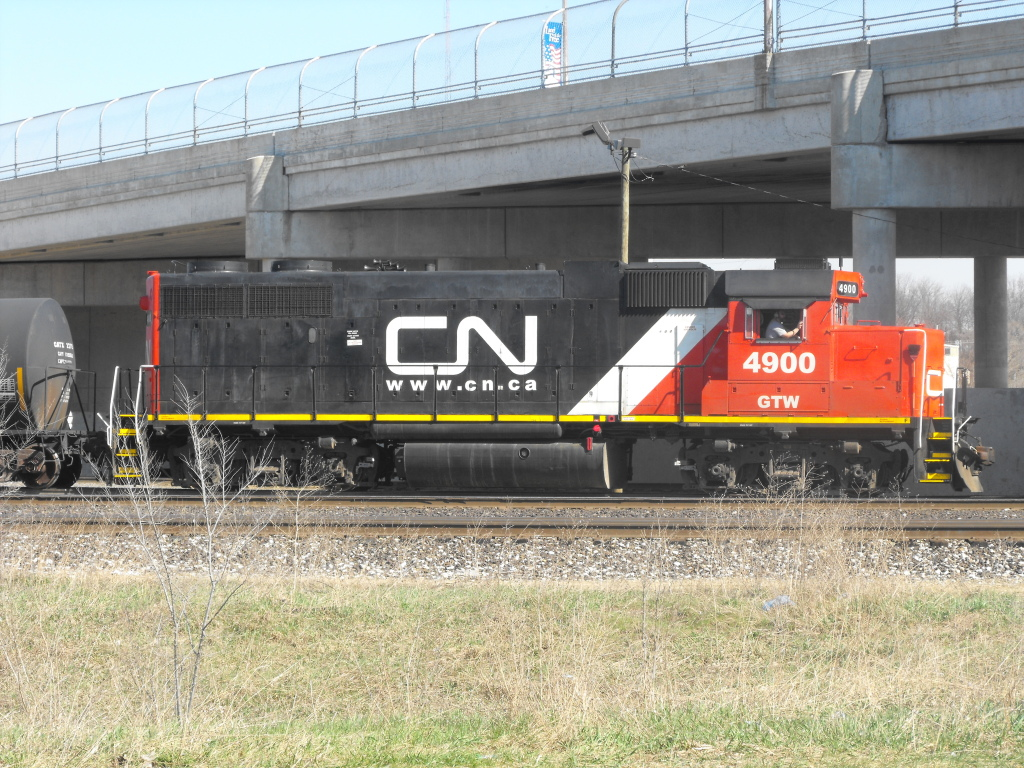
ミシガン州バトルクリークでのCNカラーの標識をつけたGTW GP38-2 4900系

1991年12月、カナディアン・ナショナル鉄道は「CN North America（CNノースアメリカ）」としてのコーポレートアイデンティティと自社所有のアメリカ合衆国内の鉄道会社全社の統合によるリストラ計画を発表した。グランド・トランク・ウェスタン（GTW）と他のCN系子会社は全て「CNノースアメリカ」のロゴと社名に置き換えられるところだった。GTWおよびイリノイ・セントラル鉄道やウィスコンシン・セントラルの企業ロゴはCNノースアメリカに置き換えられたが、各社の機関車はCNロゴと黒／オレンジ／白のカラーパターンに置き換えられる予定であった。GTWの青のカラーパターンも一新予定だったが、機関車のペイントはその後数年維持されていた。CNはGTW管理体制もデトロイトからモントリオールに徐々にシフトした。GTWの全路線はCNの中西部事業部ミシガン地区に統合。グランド・トランク・コーポレーション（GTC）も現在は正式に持ち株会社としてモントリオールに本部を置き、GTWやIC、WC、DWP、GLを含むCNの全資産を傘下に収めている。

## ギャラリー

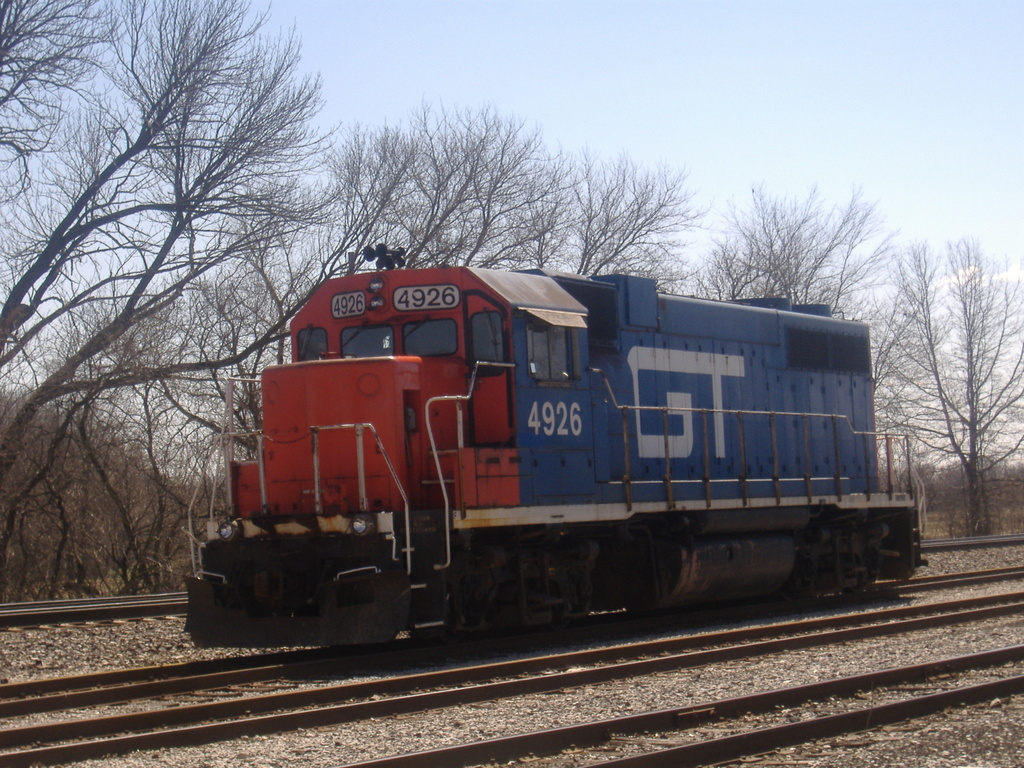
GTW GP38-2 機関車4926（2008年4月、ミシガン州パビリオン）
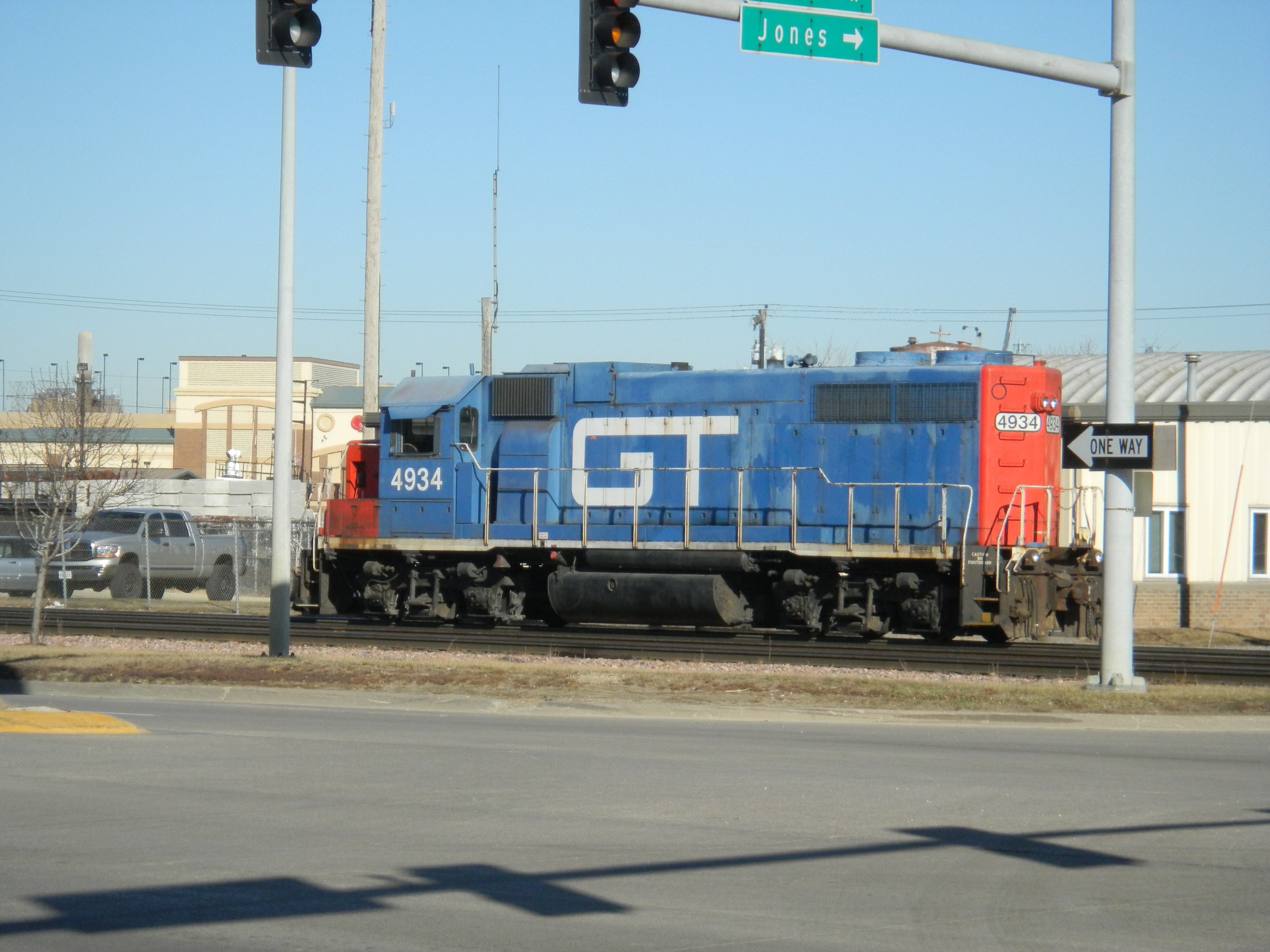
アイオワのGP38 #4934.
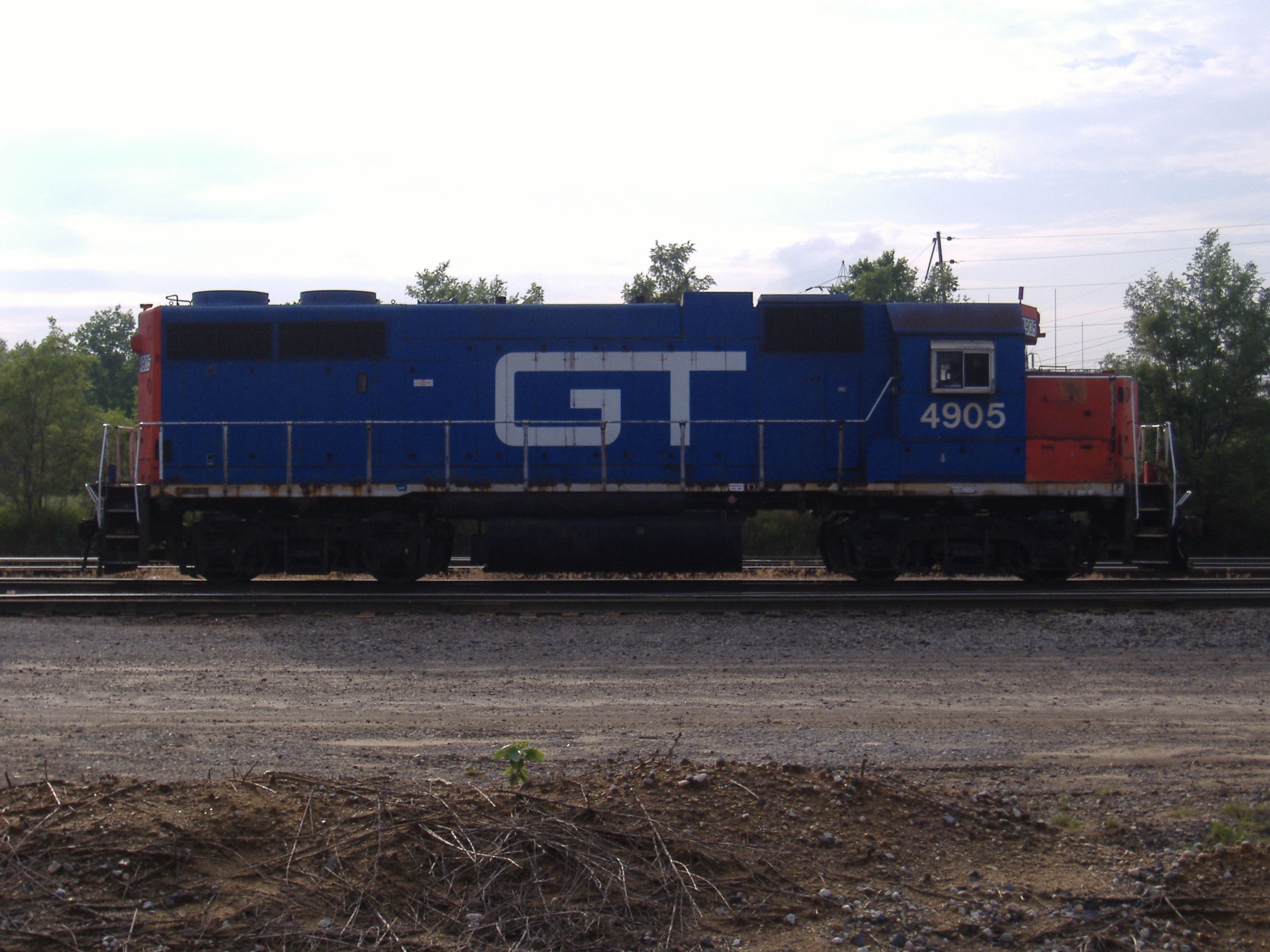
GP38-2, GTW 4905（2008年7月、ミシガン州バトルクリーク）
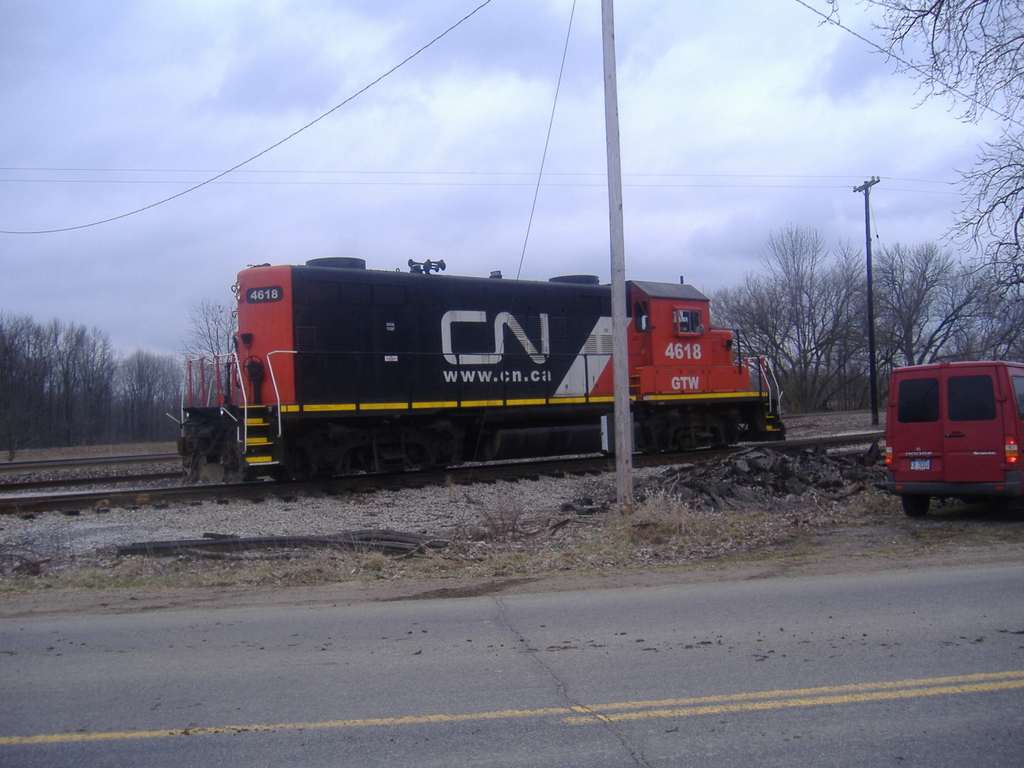
CNノースアメリカ色パターンのGTW GP9R
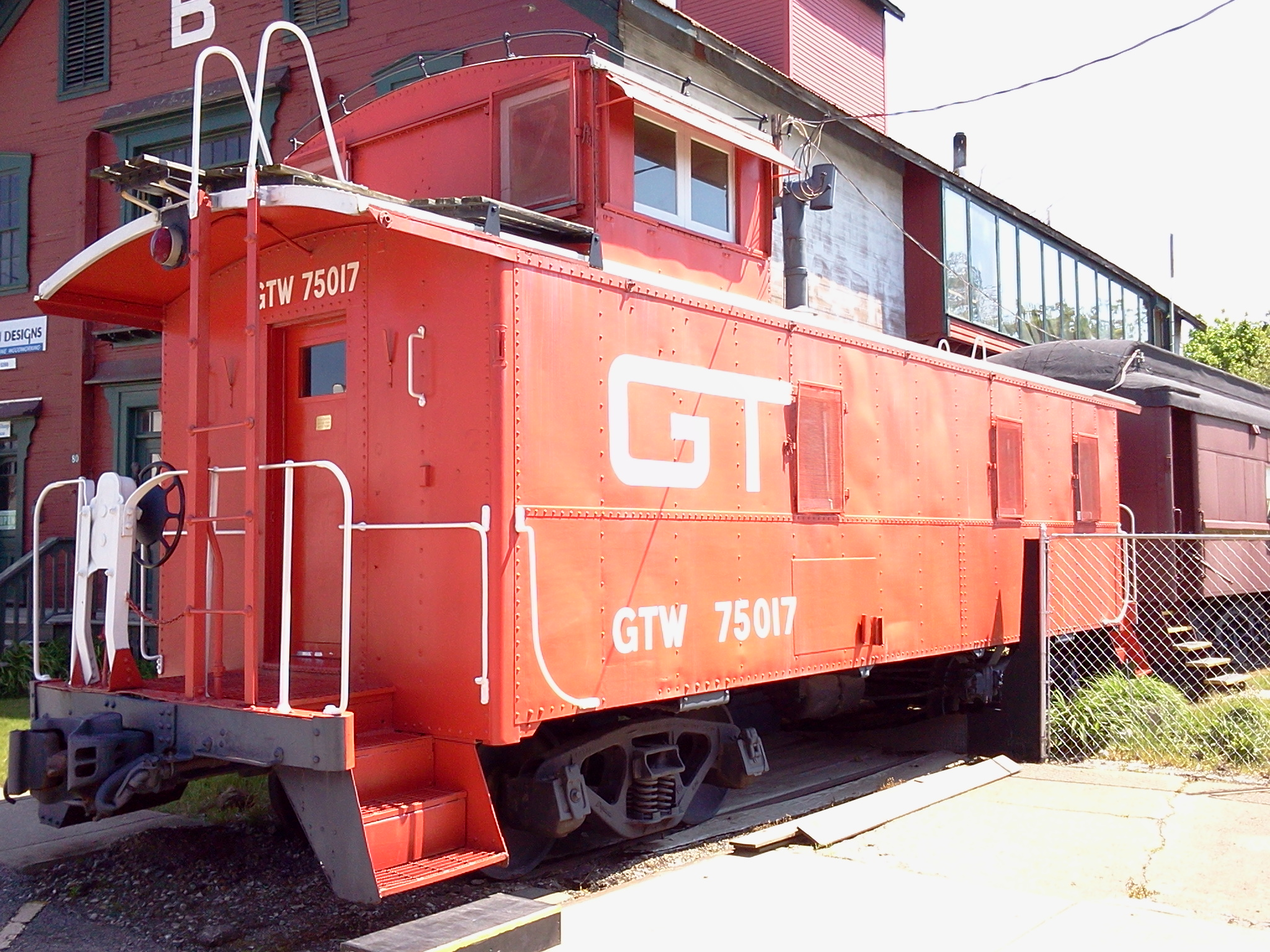
GTW Caboose 75017（ミシガン州）
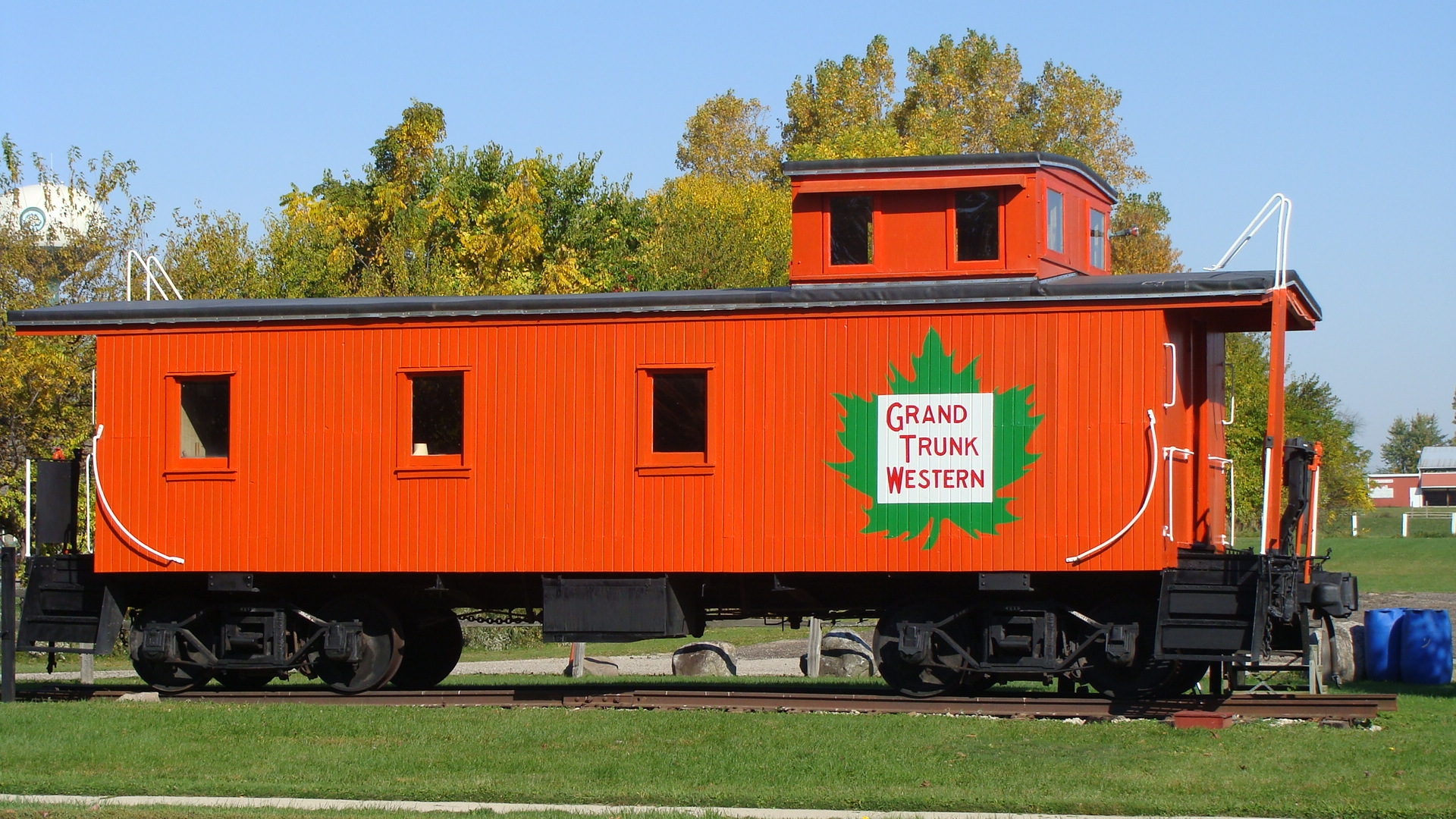
GTW木製乗務員車両（ミシガン州オデッサ）
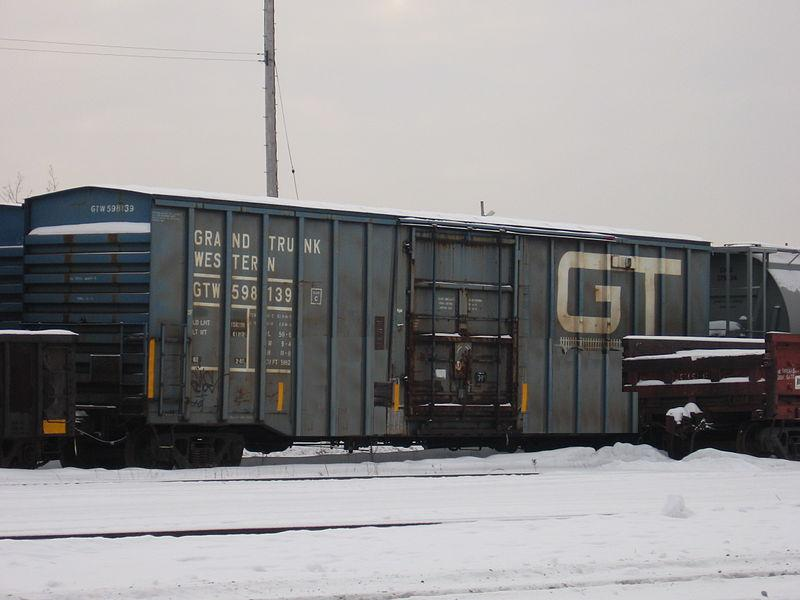
GTW boxcar at Marichal Joffre carload centre in Charny, Quebec. date taken January 26, 2011
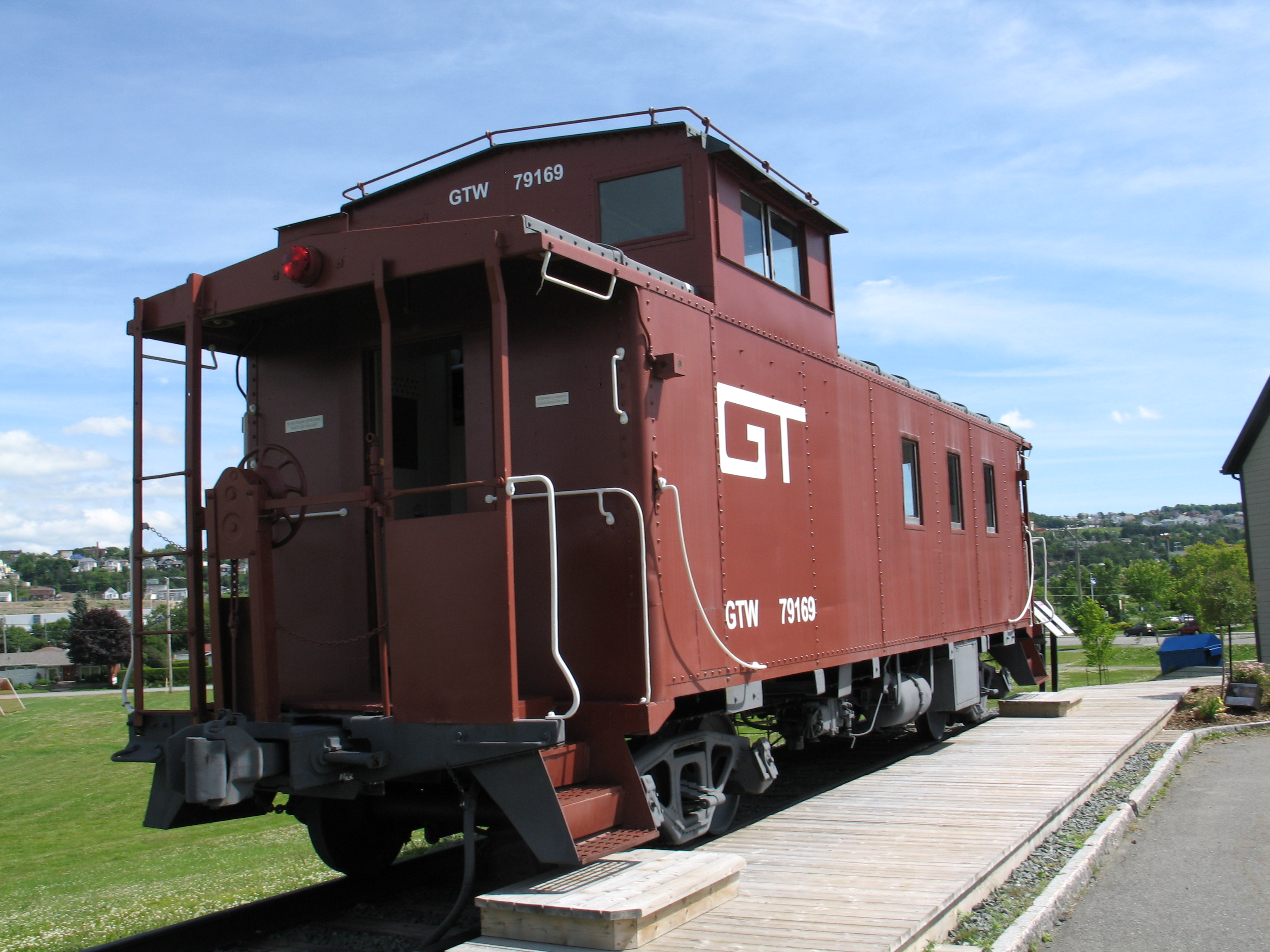
A GTW caboose, on permanent display at a tourist information center in Rivière-du-Loup, Quebec.
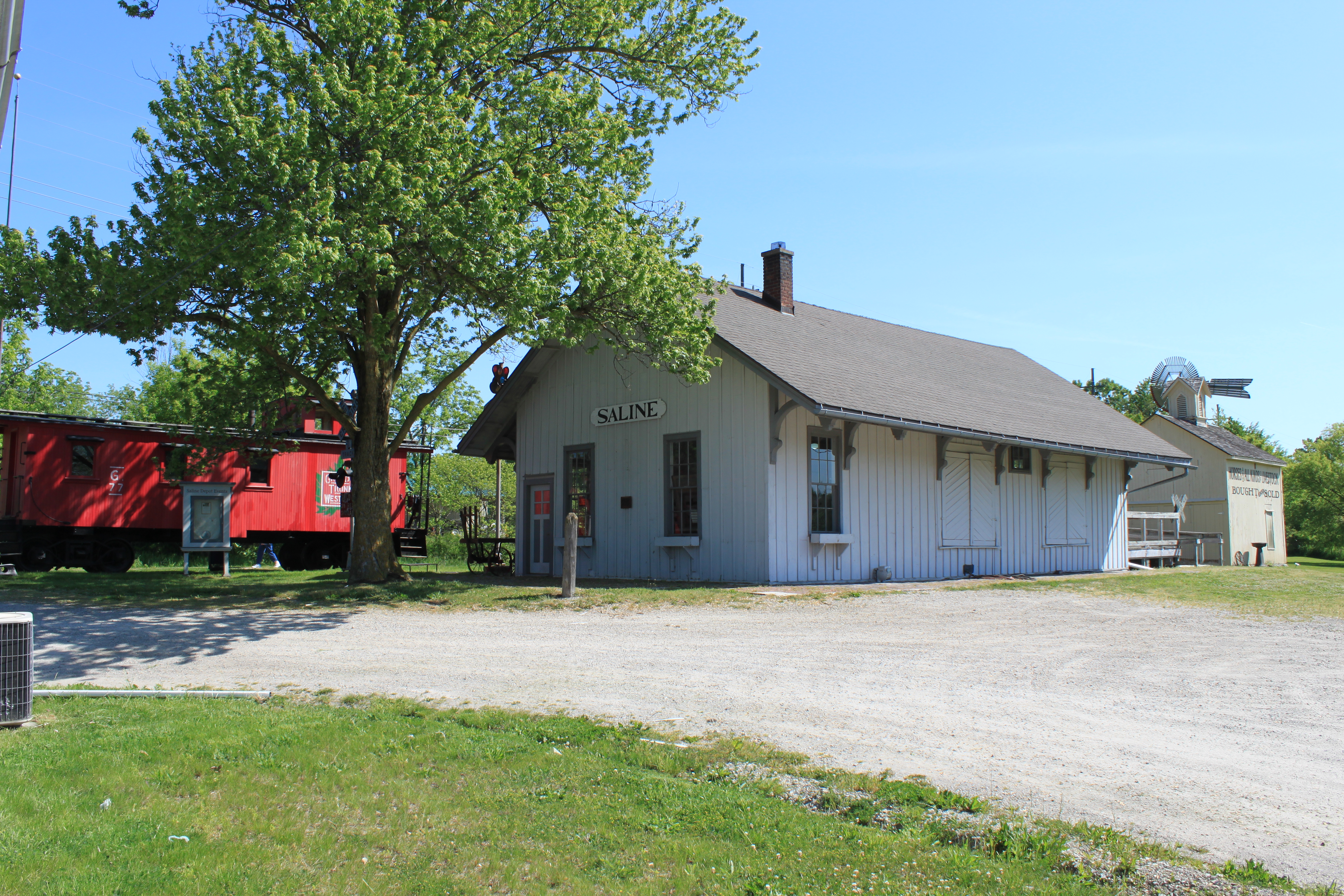
The former GTW depot at Saline, Michigan with a restored GTW wood caboose.
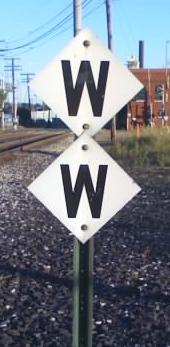
The whistle post sign style of GTW on a double whistle post at Battle Creek, Michigan
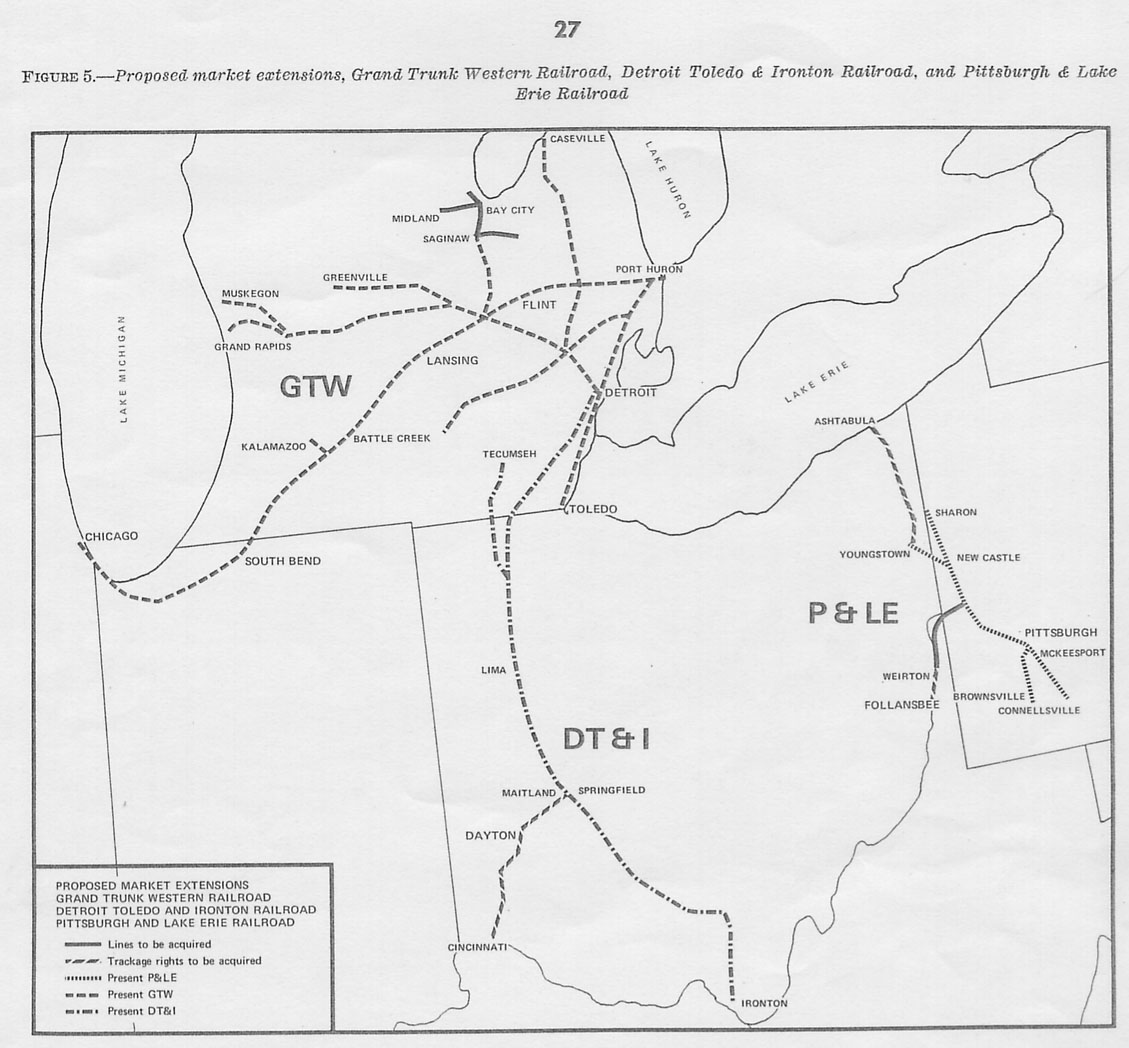
A 1976 map of the proposed routes to be turned over by Conrail on the GTW, DT&I and P&LE.